# Голд, Джейми
Джейми Голд (англ. Jamie M. Gold; род. 25 августа 1969, Канзас-Сити, США) — игрок в покер, телепродюсер, агент. Обладатель браслета Мировой серии покера за победу в главном турнире WSOP в 2006 году. В настоящее время живёт в Малибу, Калифорния.

## Биография
Голд начал работу в индустрии развлечений в 16 лет. В 21 год он стал работать как агент. В число его клиентов входила Люси Лю.
В молодости Голд заинтересовался покером. Его мать Джейн была неплохим игроком, а дед успешно играл в джин рамми. В более серьёзное увлечение интерес перерос после совместной работы на телешоу с Крисом Манимейкером и Джонни Чэнем. Последний и стал фактически наставником Голда. В 2005 году Голд регулярно начал принимать участие в турнирах и выиграл свой первый турнир в казино «Bicycle», а в течение следующего года ещё семь раз занимал призовые места на различных турнирах в Калифорнии.
Во время главного турнира WSOP в 2006 году Голд захватил лидерство на четвёртый день соревнований и не упускал его до конца, опередив в турнире 8,722 других игрока. За финальным столом Голд выбил из турнира семь из восьми оппонентов. В поединке за главный приз его соперником был Пол Уасика (Д♠ 9♣ против 10♥ 10♠). За победу в турнире Голд получил $12,000,000. На протяжении турнира Голд ел чернику и после финала заявил, что именно она стала причиной его победы. Большую часть своего выигрыша Голд планировал потратить на облегчение страданий своего отца, больного боковым амиотрофическим склерозом. Отец Голда умер через несколько месяцев после его победы — в декабре 2006 года.
Сразу после турнира Криспин Лейзер, знакомый Голда, заявил, что между ними существовал устный договор, согласно которому Лейзер помогал Голду найти известных людей, которые согласились бы представлять покерный сайт Bodog в турнире, а Голд должен был отдать Лейзеру половину его приза в турнире. В результате этого заявления призовые деньги Голда были заморожены до разрешения спора. В январе 2007 года Голд и Лейзер достигли договорённости, детали которой неизвестны широкой публике.
За карьеру Голд выиграл $12,170,024 (по состоянию на 2008 год).